# Annamanum lunulatum
Annamanum lunulatum es una especie de escarabajo longicornio del género Annamanum, tribu Monochamini, familia Cerambycidae. Fue descrita científicamente por Pic en 1934.
Se distribuye por China y Vietnam. Mide 17-23 milímetros de longitud. El período de vuelo ocurre en los meses de mayo y junio.